# Санномия

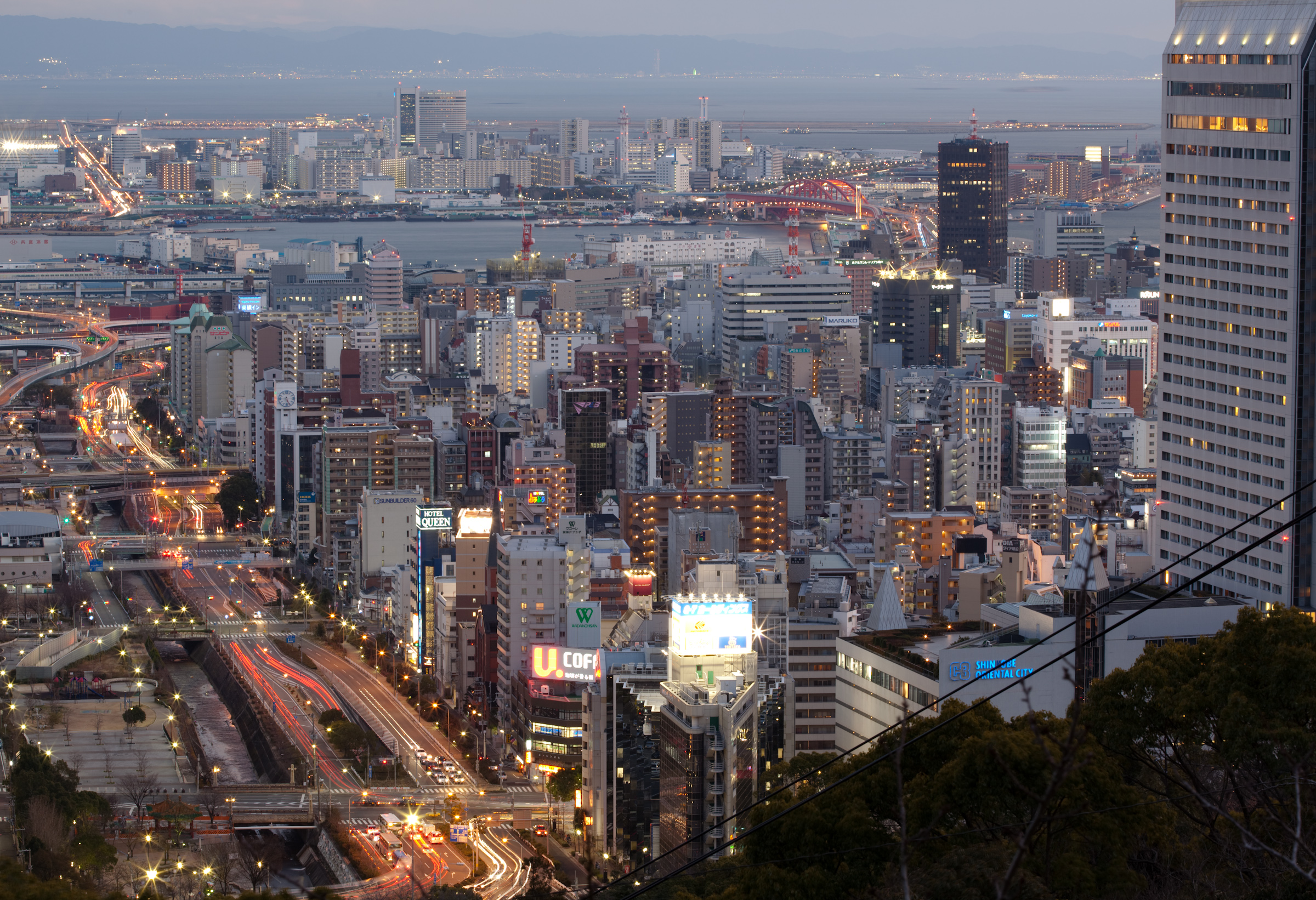
Санномия, вид из Син-Кобе

Санномия (яп. さんのみや, «три храма») — название местности в районе Тюо-ку (в городе Кобе, префектура Хёго), которая по окончании периода бурного роста после Второй мировой войны стала торговым и развлекательным центром Кобе и центральной частью города.

## История
С древних времен это была территория синтоисткого святилища Икута. Именно здесь находится святилище Санномия — одно из восьми в храмовом комплексе Икута. В самом начале этот район был частью бывшей деревни Кобе. В 1868 году на севере он граничил с поселением иностранцев. В 1873 году новая, протянувшаяся с севера на юг улица в районе Кобе-яматэ получила название Санномия-судзи. В 1870 году, улица и местность вокруг нее официально стали считаться микрорайоном Санномия-тё. Станция JR Санномия открылась в 1874 году там, где находится нынешняя станция Мотомати (ж/д линии Хансин).
С 1871 по 1919 год центр города и порт постепенно смещались на восток, а в 1929 году окончательно переместились туда, где находятся сейчас. Когда была построена новая станция Санномия, то в 1933 году электропоезда железнодорожных линий Хансин стали въезжать на нее под землей, а электропоезда железнодорожных линий Ханкю — с 1936 года — въезжают на станцию по надземному виадуку. Таким образом, станция Санномия стала железнодорожной развязкой, станцией-терминалом, сформировавшей вокруг себя новый жилой район в Хигаси-Кобе.
В 1945 году, во время Второй мировой войны, городские районы Кобе, включая Санномию, сильно пострадали в результате воздушных налетов на Кобе. В процессе послевоенной реконструкции были разработаны планы по превращению Санномии не только в коммерческий, но и в административный центр города.
С1966 по 1978 год, в районе Санномии была произведена перепланировка городских кварталов. В 1981 году, со станции Санномия начали ходить автоматические поезда линии Портлайнер, соединившие искусственный остров Порт-Айленд с центром города. В результате Великого землетрясения Хансин-Авадзи в 1995 году, Кобе снова сильно пострадал. Но с тех пор в районе Санномии были проведены значительные работы по восстановлению городской инфраструктуры.

## Перепланировка квартала
В 2022 году стартовал проект «Перепланировка центральной Санномии», в котором принимают участие городская администрация и общественные организации. Ожидается, что по прошествии 30 лет будет перестроено 150 зданий и корпусов, и городской ландшафт значительно изменится.

## Фотогалерея

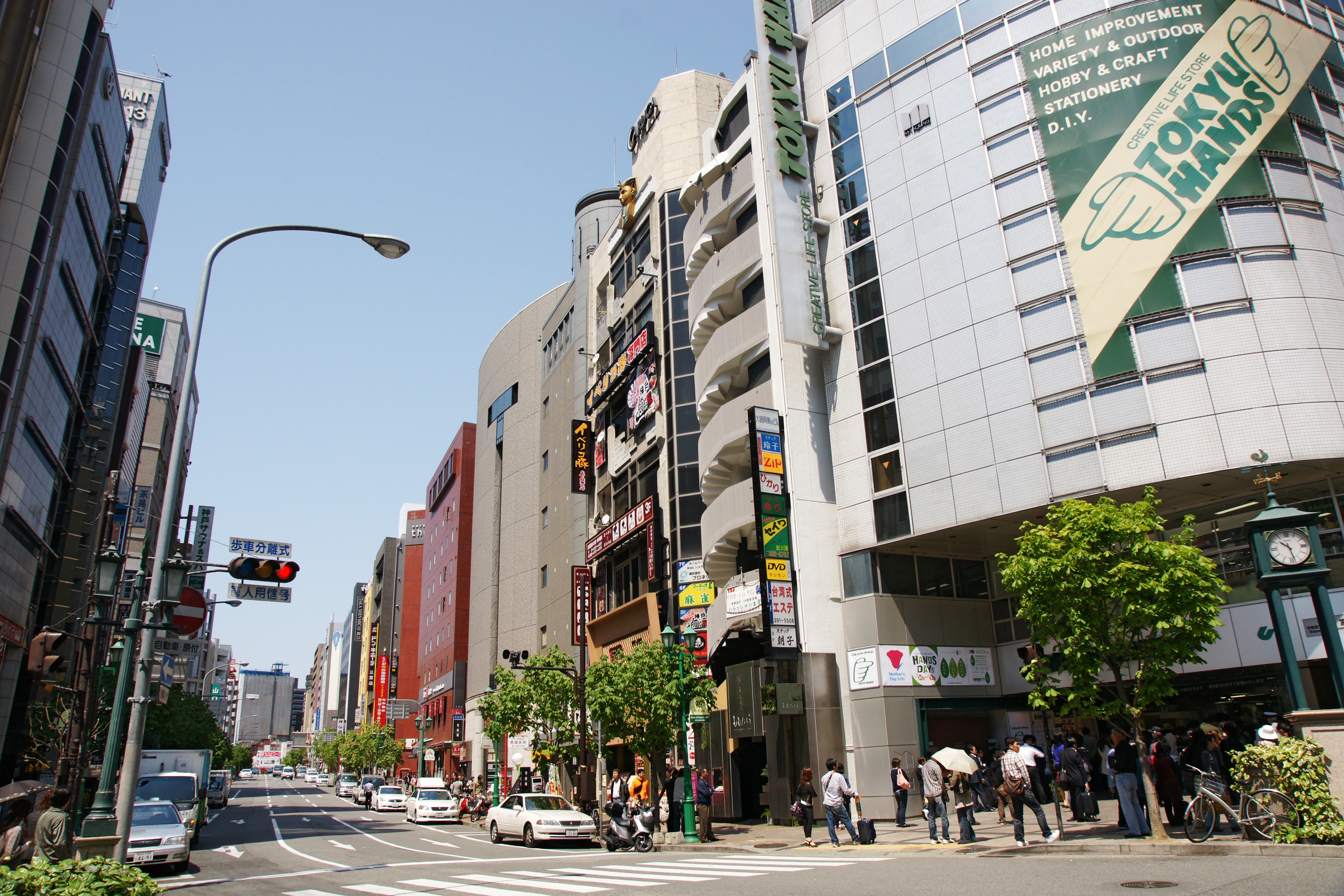
дорога к храму Икута
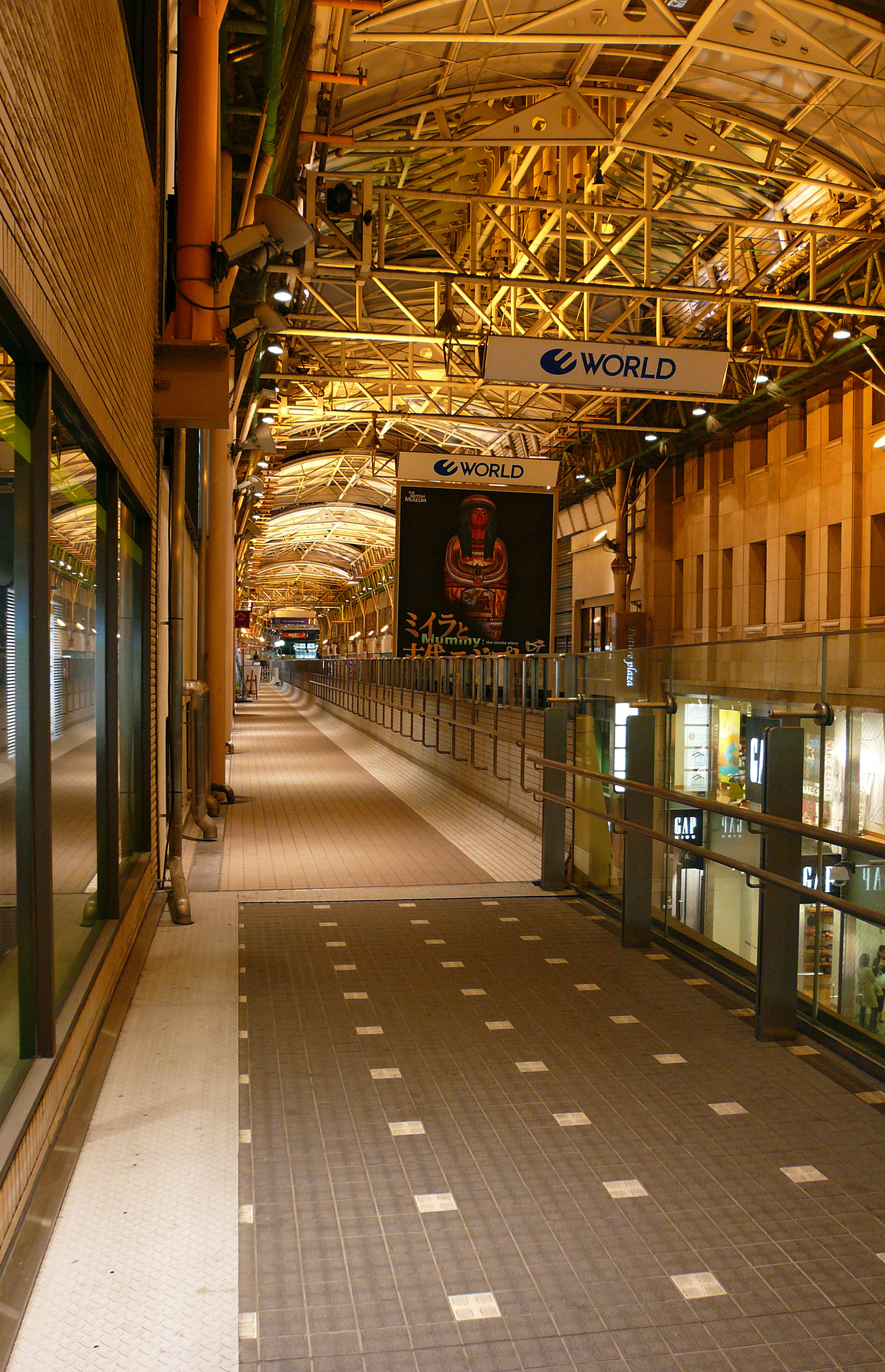
Торговые ряды
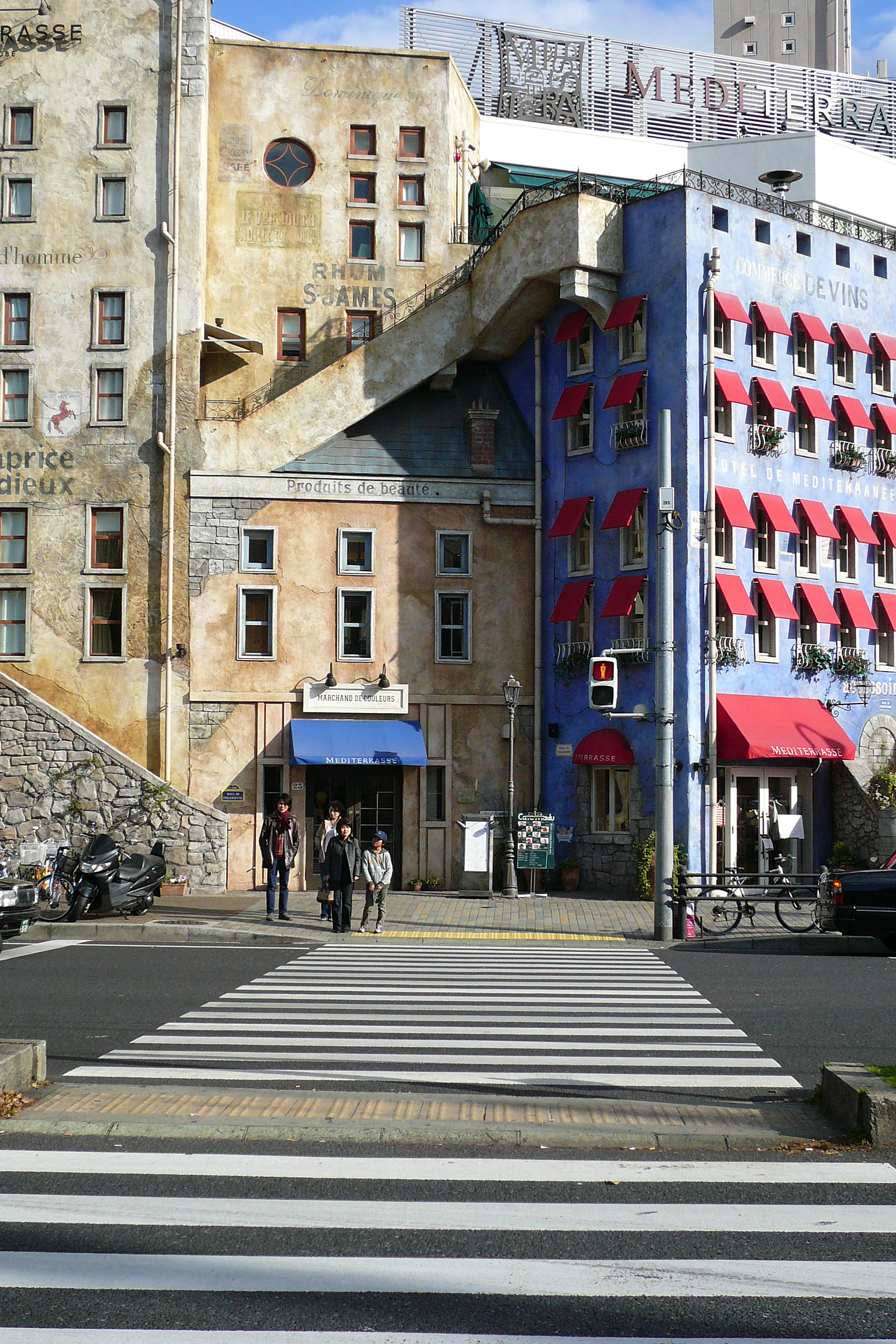
Медиа-терраса
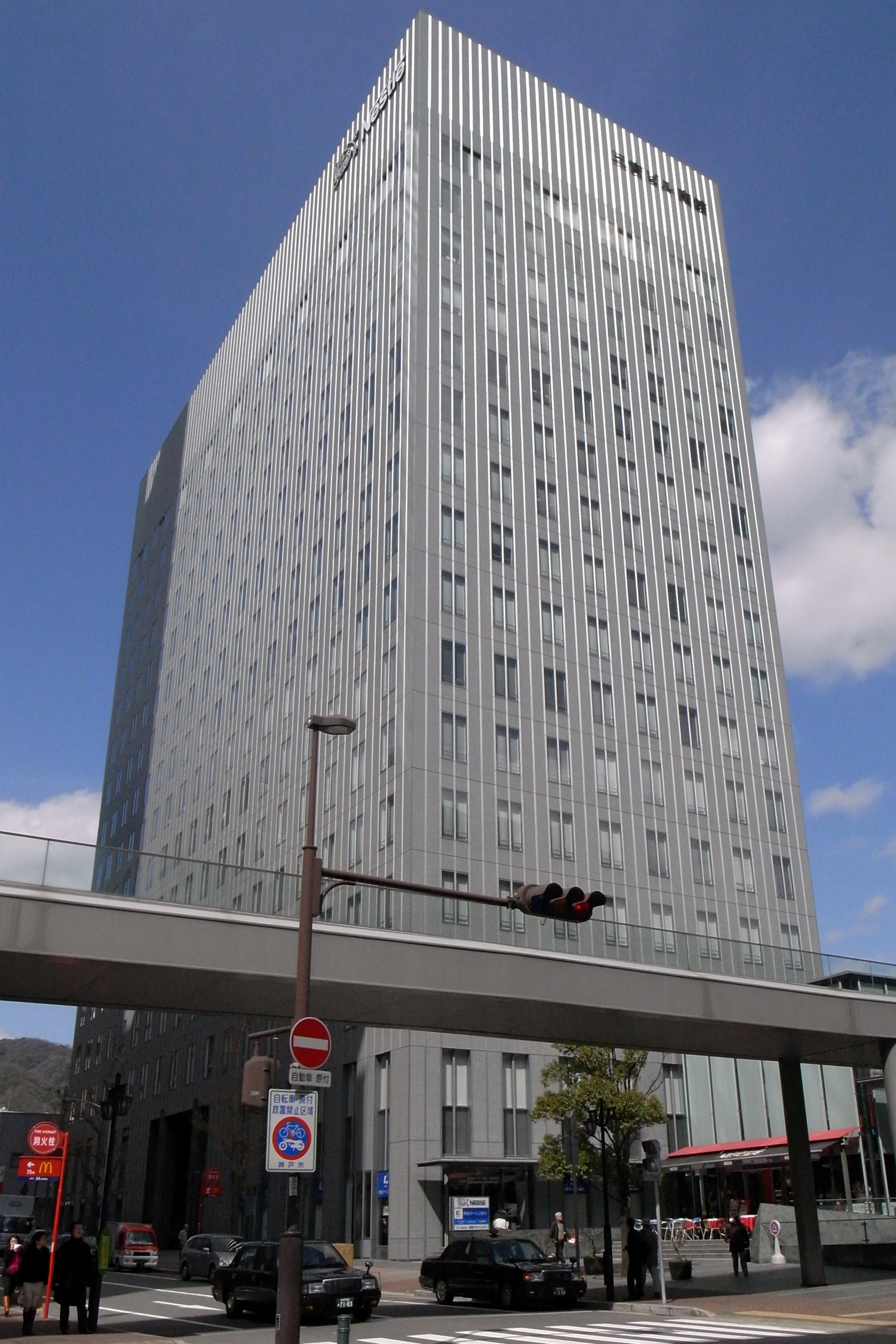
Нестле Кобе
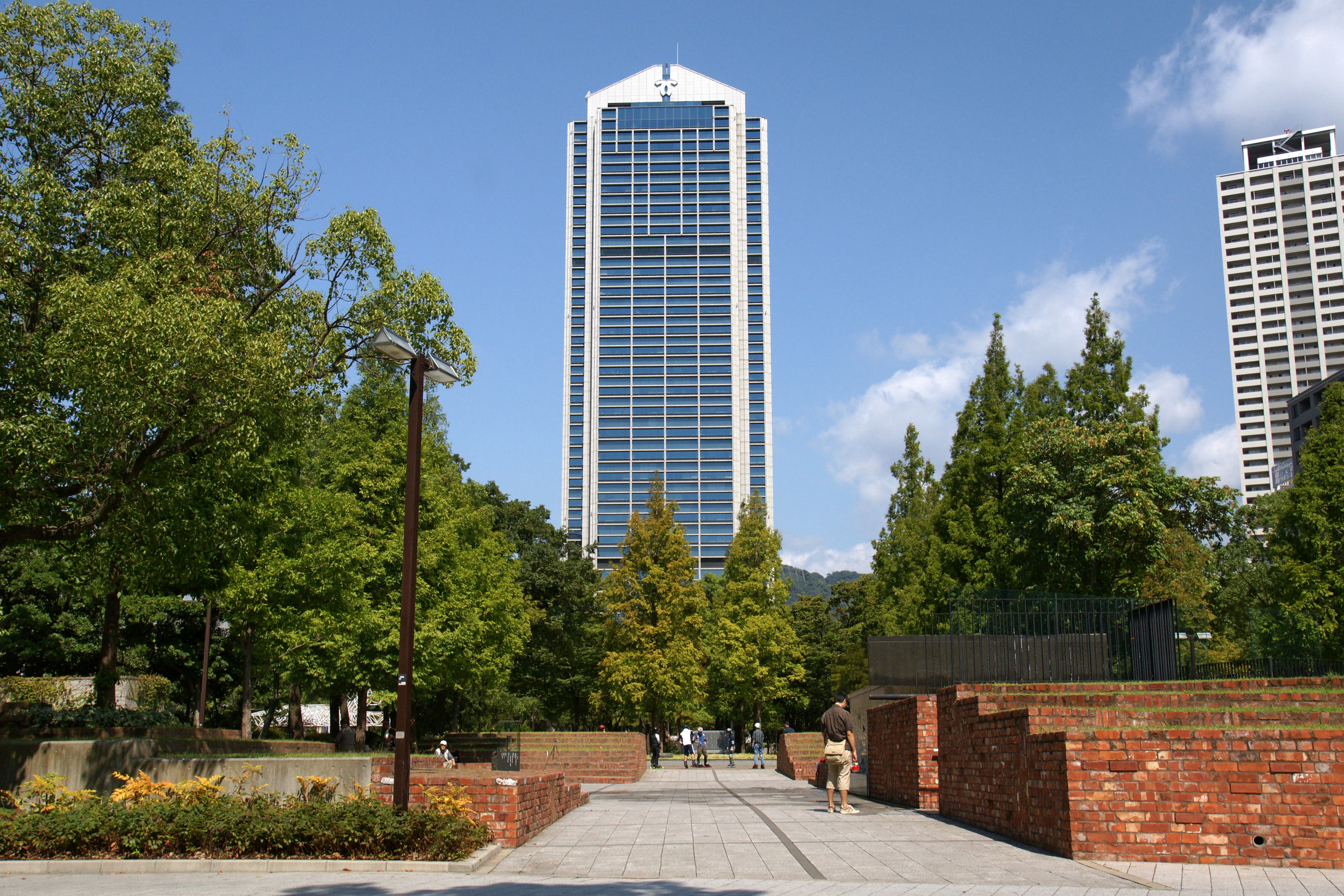
Муниципалитет Кобе
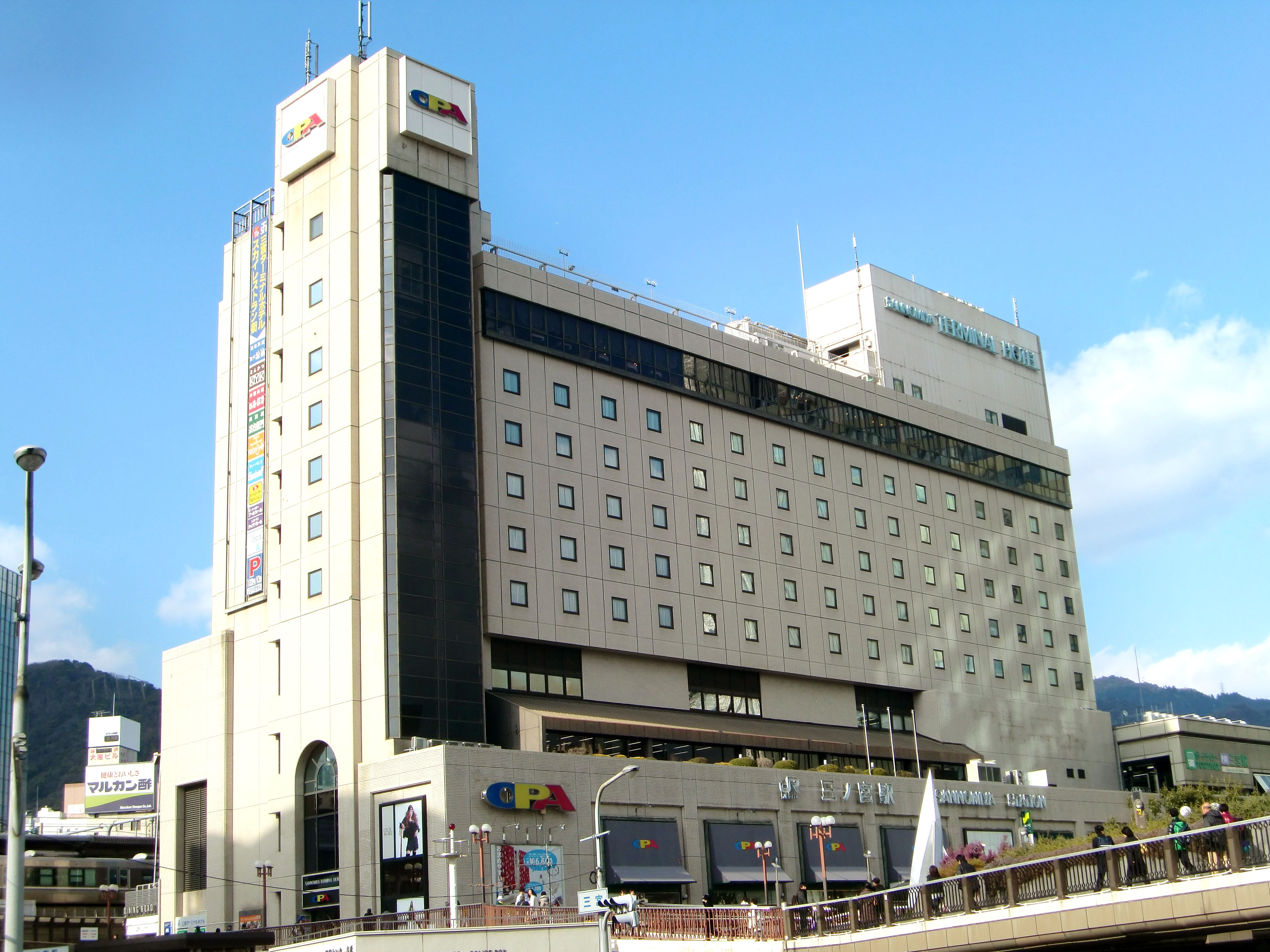
Автобусный терминал
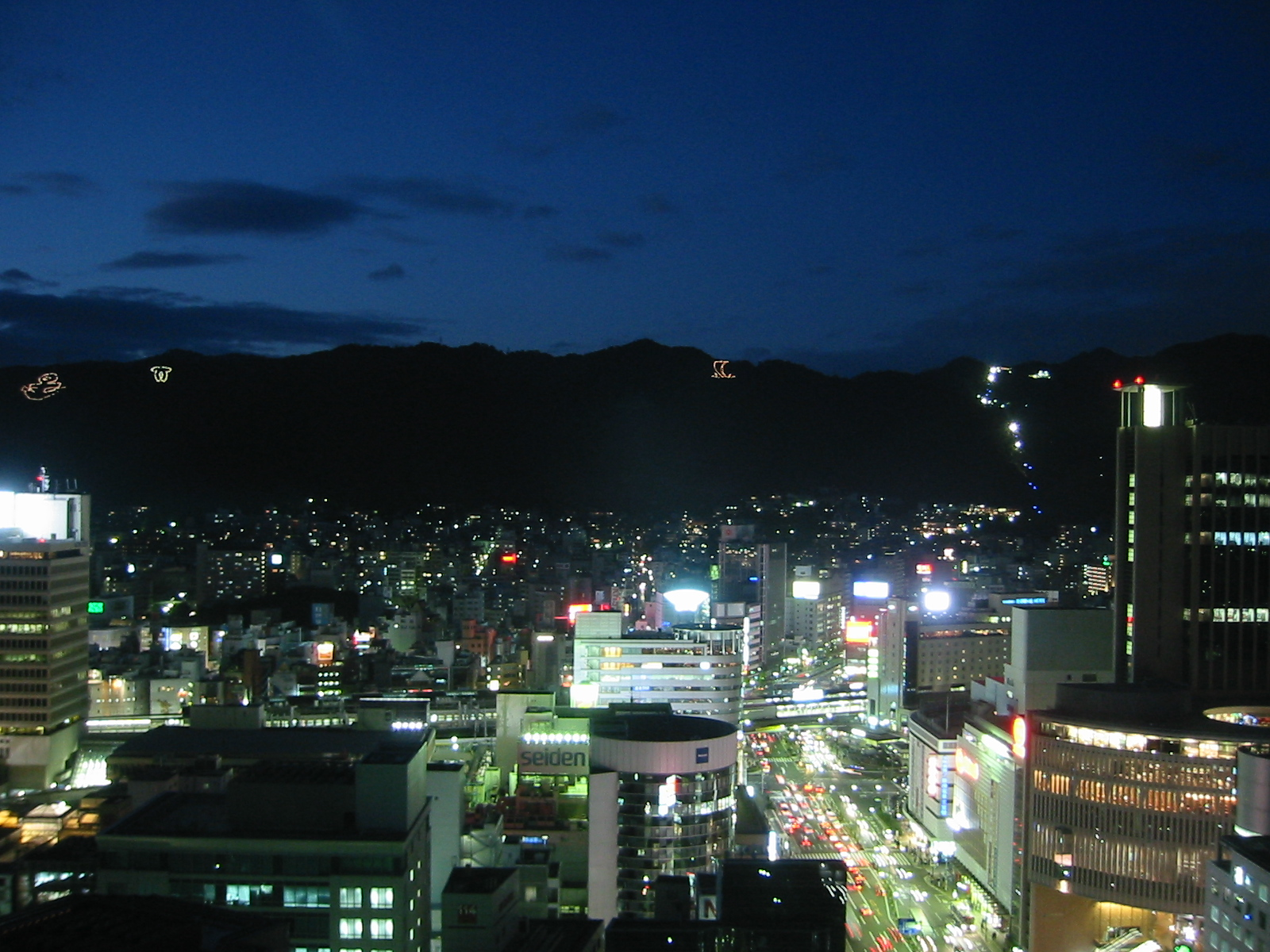
Ночной вид